# Списак епизода серије Сурвајвор Србија

Сурвајвор Србија је српски ријалити-телевизијски шоу, који се темељи на међународној франшизи, Сурвајвор. Сурвајвор Србија се емитује на Новој С и води га Бојан Перић.
Прва сезона, Сурвајвор Србија: Панама, емитована је од 27. октобра 2008. године, док је шоу прекинут 19. јануара 2012. по завршетку сезоне Сурвајвор VIP: Костарика. Ревитализован је 14. марта 2022. године, када је почела сезона Сурвајвор: Доминиканска Република.

## Преглед серије
| Сезона | Сезона | Назив                  | Епизоде | Епизоде | Оригинално емитовање | Оригинално емитовање |
| Сезона | Сезона | Назив                  | Епизоде | Епизоде | Премијера            | Финале               |
| ------ | ------ | ---------------------- | ------- | ------- | -------------------- | -------------------- |
|        | 1.     | Панама                 | 53      | 53      | 27. октобар 2008.    | 18. фебруар 2009.    |
|        | 2.     | Филипини               | 53      | 53      | 19. октобар 2009.    | 18. фебруар 2010.    |
|        | 3.     | VIP: Филипини             | 42      | 42      | 22. октобар 2010.    | 5. јануар 2011.      |
|        | 4.     | : Костарика            | 48      | 48      | 12. март 2012.       | 2. јун 2012.         |
|        | 5.     | Доминиканска Република | 62      | 62      | 14. март 2022.       | 5. јун 2022.         |

## Такмичари

### Панама(1. сезона, 2008—2009)
| Такмичар                                           | Оригинално племе | Промешано племе | Уједињено племе | Пласман                                            | Укупно гласова |
| -------------------------------------------------- | ---------------- | --------------- | --------------- | -------------------------------------------------- | -------------- |
| Миодраг Јовановић 55, Београд                      | -                |                 |                 | 1. елиминисан 1. дан                               | 0              |
| Слободанка Тошић 22, Хан Пијесак, Република Српска | -                |                 |                 | 2. елиминисана 2. дан                              | 0              |
| Бојана Лукић-Јовковић 41, Београд                  | Армада           |                 |                 | 1. изгласана 4. дан                                | 7              |
| Тамара Јовичић 33, Чачак                           | Рока             |                 |                 | 2. изгласана 7. дан                                | 7              |
| Милош Тодоровић 46, Лазаревац                      | Рока             |                 |                 | 3. изгласан 10. дан                                | 8              |
| Саша Љубоја 34, Београд                            | Армада           |                 |                 | 4. изгласан 13. дан                                | 9              |
| Огњен Јаневски 24, Ваљево                          | Рока             |                 |                 | 5. изгласан 16. дан                                | 6              |
| Марија Грубач 25, Херцег Нови, Црна Гора           | Рока             |                 |                 | 6. изгласана 19. дан                               | 4              |
| Петар Обрадовић 32, Београд                        | Рока             |                 |                 | 7. изгласан 22. дан                                | 7              |
| Татјана Веснић 20, Београд                         | Армада           | Армада          |                 | 8. изгласана 25. дан                               | 6              |
| Вања Јелача 25, Нови Сад                           | Рока             | Рока            |                 | 9. изгласана 28. дан                               | 10             |
| Дарио Ћирић 31, Београд                            | Рока             | Рока            | Перла           | 10. изгласан 1. члан великог већа 32. дан          | 7              |
| Немања Росић 20, Београд                           | Рока             | Рока            | Перла           | 11. изгласан 2. члан великог већа 35. дан          | 10             |
| Вања Мандић 29, Нови Сад                           | Рока             | Рока            | Перла           | Одустала због повреде 3. члан великог већа 37. дан | 1              |
| Маја Лазаревић 26, Београд                         | Рока             | Армада          | Перла           | 12. изгласана 4. члан великог већа 41. дан         | 15             |
| Маја Лазаревић 26, Београд                         | Рока             | Рока            | Перла           | 12. изгласана 4. члан великог већа 41. дан         | 15             |
| Милош Бугарчић 32, Београд                         | Армада           | Армада          | Перла           | 13. изгласан 5. члан великог већа 44. дан          | 6              |
| Вања Радовић 32, Земун                             | Армада           | Армада          | Перла           | 14. изгласана 6. члан великог већа 47. дан         | 8              |
| Душко Ножинић 29, Сисак/Јагодина                   | Армада           | Армада          | Перла           | 15. изгласан 7. члан великог већа 50. дан          | 7              |
| Хана Стаматовић 26, Београд                        | Армада           | Армада          | Перла           | Елиминисана у борби 8. члан великог већа 53. дан   | 2              |
| Едита Јанечка 27, Зрењанин                         | Армада           | Рока            | Перла           | Треће место                                        | 0              |
| Едита Јанечка 27, Зрењанин                         | Армада           | Армада          | Перла           | Треће место                                        | 0              |
| Радослав Видојевић 31, Пале/Београд                | Армада           | Армада          | Перла           | Друго место                                        | 9              |
| Немања Павлов 29, Ваљево/Нови Сад                  | Армада           | Армада          | Перла           | Једини преживели                                   | 4              |

### Филипини(2. сезона, 2009—2010)
| Такмичар                                        | Оригинално племе | Прва промена | Друга промена | Уједињено племе | Пласман                                         | Острво Духова                                   | Укупно гласова |
| ----------------------------------------------- | ---------------- | ------------ | ------------- | --------------- | ----------------------------------------------- | ----------------------------------------------- | -------------- |
| Бранка Чуданов 28, Кикинда                      | Га 'данг         |              |               |                 | 2. изгласана 7. дан                             | 1. елиминисана 9. дан                           | 10             |
| Гордана Бергер 38, Београд                      | Манобо           |              |               |                 | 1. изгласана 4. дан                             | 2. елиминисана 12. дан                          | 9              |
| Ана Митрић 23, Београд                          | Га 'данг         |              |               |                 | 3. изгласана 10. дан                            | 3. елиминисана 15. дан                          | 7              |
| Милена Витановић 21, Параћин                    | Га 'данг         |              |               |                 | 4. изгласана 13. дан                            | 4. елиминисана 18. дан                          | 8              |
| Никола Ковачевић Враћен у игру са Острва Духова | Га 'данг         |              |               |                 | 5. изгласан 16. дан                             | Победник Острва Духова 32. дан                  | 6              |
| Бранислава Богдановић 27, Качарево              | Манобо           |              |               |                 | Елиминисана у промени 17. дан                   | 5. елиминисана 18. дан                          | 2              |
| Пеце Котевски 42, Битољ, Македонија             | Га 'данг         | Манобо       |               |                 | 6. изгласан 19. дан                             | 6. елиминисан 21. дан                           | 7              |
| Предраг Вељковић 29, Пекчаница, поред Краљева   | Га 'данг         | Манобо       |               |                 | Одустао 22. дан                                 | 7. елиминисан 24. дан                           | 3              |
| Анита Мажар 23, Кула                            | Га 'данг         | Га 'данг     |               |                 | Одустала због повреде 24. дан                   |                                                 | 1              |
| Александар Бошковић 28, Београд                 | Манобо           | Манобо       |               |                 | 7. изгласан 25. дан                             | 8. елиминисан 27. дан                           | 4              |
| Ана Стојановска 21, Скопље, Македонија          | Манобо           | Манобо       | Манобо        |                 | 8. изгласана 28. дан                            | 9. елиминисана 30. дан                          | 3              |
| Лука Рајачић 21, Београд                        | Га 'данг         | Манобо       | Манобо        |                 | 9. изгласан 31. дан                             | 10. елиминисан 32. дан                          | 6              |
| Немања Вучетић 23, Нови Сад                     | Манобо           | Га 'данг     | Га 'данг      | Дивата          | 10. изгласан 1. члан великог већа 35. дан       |                                                 | 7              |
| Никола Ковачевић 24, Крагујевац                 | Га 'данг         |              |               | Дивата          | 11. изгласан 2. члан великог већа 38. дан       | Победник Острва Духова 32. дан                  | 12             |
| Дина Берић 23, Лединци, поред Новог Сада        | Манобо           | Га 'данг     | Манобо        | Дивата          | 12. изгласана 3. члан великог већа 41. дан      |                                                 | 6              |
| Вишња Банковић 24, Аранђеловац                  | Га 'данг         | Га 'данг     | Га 'данг      | Дивата          | 13. изгласана 4. члан великог већа 44. дан      |                                                 | 14             |
| Клемен Рутар 21, Љубљана, Словенија             | Манобо           | Га 'данг     | Га 'данг      | Дивата          | 14. изгласан 5. члан великог већа 47. дан       | Трагач за тајним имунитетом (Неуспешан) 34. дан | 6              |
| Срђан Динчић 25, Сремска Митровица              | Манобо           | Манобо       | Га 'данг      | Дивата          | 15. изгласан 6. члан великог већа 50. дан       |                                                 | 7              |
| Срђан Динчић 25, Сремска Митровица              | Манобо           | Манобо       | Манобо        | Дивата          | 15. изгласан 6. члан великог већа 50. дан       |                                                 | 7              |
| Његош Арнаутовић 21, Бијељина, Република Српска | Манобо           | Га 'данг     | Га 'данг      | Дивата          | Елиминисан у борби 7. члан великог већа 53. дан | Трагач за тајним имунитетом (Успешан) 40. дан   | 1              |
| Душан Милисављевић 25, Звечан                   | Манобо           | Манобо       | Манобо        | Дивата          | Елиминисан у борби 8. члан великог већа 53. дан | Трагач за тајним имунитетом (Неуспешан) 37. дан | 2              |
| Весна Ђоловић 38, Београд                       | Манобо           | Манобо       | Манобо        | Дивата          | Треће место                                     | Трагач за тајним имунитетом (Неуспешна) 46. дан | 8              |
| Теја Лапања 30, Шкофја Лока, Словенија          | Га 'данг         | Га 'данг     | Га 'данг      | Дивата          | Друго место                                     | Трагач за тајним имунитетом (Неуспешна) 49. дан | 1              |
| Александар Крајишник 19, Мајур, поред Шапца     | Га 'данг         | Га 'данг     | Га 'данг      | Дивата          | Једини преживели                                | Трагач за тајним имунитетом (Неуспешан) 43. дан | 0              |

### :Филипини(3. сезона, 2010—2011)
| Такмичар                                                     | Оригинално племе | Промешано племе | Уједињено племе | Пласман                                           | Укупно гласова |
| ------------------------------------------------------------ | ---------------- | --------------- | --------------- | ------------------------------------------------- | -------------- |
| Николија Јовановић 21, Атина, Грчка Студенткиња и фото-модел | Баханди          |                 |                 | 1. изгласана 4. дан                               | 7              |
| Весна Змијанац 53, Букуља Фолк певачица                      | Касуко           |                 |                 | 2. изгласана 1. члан великог већа 4. дан          | 7              |
| Биљана Цинцаревић 35, Београд Сликарка                       | Касуко           |                 |                 | 3. изгласана 2. члан великог већа 7. дан          | 7              |
| Милан Рус 33, Београд Балетски играч                         | Касуко           |                 |                 | 4. изгласан 3. члан великог већа 10. дан          | 6              |
| Марко Булат Враћен у игру са Новог Краљевства                | Баханди          | Касуко          |                 | 5. изгласан 13. дан                               | 3              |
| Ненад „Кнез“ Кнежевић 43, Београд Поп певач                  | Баханди          | Баханди         |                 | 6. изгласан 4. члан великог већа 16. дан          | 5              |
| Тони „Зен“ Петковски Враћен у игру са Новог Краљевства       | Баханди          | Баханди         |                 | Елиминисан у борби 17. дан                        | 0              |
| Милош Влалукин 30, Београд Глумац                            | Баханди          | Баханди         |                 | 7. изгласан 5. члан великог већа 19. дан          | 4              |
| Един Шкорић 35, Београд Одбојкаш                             | Касуко           | Касуко          | Путонг          | 8. изгласан 6. члан великог већа 23. дан          | 6              |
| Никола Роквић 25, Београд Фолк певач                         | Касуко           | Баханди         | Путонг          | 9. изгласан 7. члан великог већа 26. дан          | 6              |
| Никола Роквић 25, Београд Фолк певач                         | Касуко           | Касуко          | Путонг          | 9. изгласан 7. члан великог већа 26. дан          | 6              |
| Александра Перовић 32, Београд Певачица                      | Касуко           | Касуко          | Путонг          | 10. изгласана 8. члан великог већа 29. дан        | 4              |
| Бојана Баровић 27, Лос Анђелес, САД Манекенка                | Касуко           | Баханди         | Путонг          | 11. изгласана 9. члан великог већа 29. дан        | 3              |
| Бојана Баровић 27, Лос Анђелес, САД Манекенка                | Касуко           | Касуко          | Путонг          | 11. изгласана 9. члан великог већа 29. дан        | 3              |
| Јелена Мркић 27, Нови Сад Певачица                           | Баханди          | Баханди         | Путонг          | Елиминисана у борби 10. члан великог већа 32. дан | 7              |
| Марко Булат 37, Београд Фолк певач                           | Баханди          | Касуко          | Путонг          | Елиминисан у борби 11. члан великог већа 32. дан  | 3              |
| Гордана „Гоца“ Тржан 36, Београд Певачица                    | Баханди          | Касуко          | Путонг          | Елиминисана у обрту 12. члан великог већа         | 0              |
| Гордана „Гоца“ Тржан 36, Београд Певачица                    | Баханди          | Баханди         | Путонг          | Елиминисана у обрту 12. члан великог већа         | 0              |
| Катарина Вучетић 27, Београд Манекенка                       | Баханди          | Баханди         | Путонг          | Треће место                                       | 2              |
| Тони „Зен“ Петковски 27, Скопље, Македонија Репер            | Баханди          | Баханди         | Путонг          | Друго место                                       | 2              |
| Андреј Маричић 30, Београд ТВ водитељ                        | Касуко           | Касуко          | Путонг          | Једини преживели                                  | 1              |

### :Костарика(4. сезона, 2012)
| Такмичар                                                                  | Оригинално племе | Промешано племе | Уједињено племе | Пласман                                           | Острво Одбачених                            | Укупно гласова |
| ------------------------------------------------------------------------- | ---------------- | --------------- | --------------- | ------------------------------------------------- | ------------------------------------------- | -------------- |
| Александра Накова 23, Ђевђелија, Македонија Манекенка                     | Борука           | Борука          |                 | 4. изгласана 13. дан                              | 3. елиминисана 14. дан Дисквалификована     | 9              |
| Станија Добројевић 27, Рума Старлета                                      | Борука           |                 |                 | 3. изгласана 10. дан                              | 5. елиминисана 17. дан Дисквалификована     | 5              |
| Миа Беговић 49, Загреб, Хрватска Глумица                                  | Матамбо          |                 |                 | 2. изгласана 7. дан                               | 1. елиминисана 1. члан великог већа 9. дан  | 5              |
| Јелена Маћић 44, Београд Шминкерка                                        | Матамбо          |                 |                 | 1. изгласана 4. дан                               | 2. елиминисана 2. члан великог већа 11. дан | 5              |
| Радован Стошић 28, Загреб, Хрватска Мистер Хрватске                       | Матамбо          | Матамбо         |                 | 6. изгласан 16. дан                               | 4. елиминисан 3. члан великог већа 17. дан  | 7              |
| Жарко „Жаре“ Бербер 43, Скопље, Македонија Водитељ                        | Борука           | Борука          |                 | 5. изгласан 16. дан                               | 6. елиминисан 4. члан великог већа 20. дан  | 4              |
| Невен Цигановић Враћен у игру                                             | Матамбо          | Борука          |                 | 8. изгласан 22. дан                               | 6. елиминисан 23. дан                       | 4              |
| Марко Караџић Враћен у игру                                               | Матамбо          | Борука          |                 | 7. изгласан 19. дан                               | Победник 23. дан                            | 7              |
| Невен Цигановић 42, Загреб, Хрватска Стилиста                             | Матамбо          | Борука          | Сибу            | 9. изгласан 5. члан великог већа 25. дан          |                                             | 7              |
| Марко Караџић 36, Београд Политичар                                       | Матамбо          | Борука          | Сибу            | 10. изгласан 6. члан великог већа 25. дан         |                                             | 9              |
| Огњен Кајганић 36, Београд Рукометаш                                      | Борука           | Матамбо         | Сибу            | 11. изгласан 7. члан великог већа 28. дан         |                                             | 6              |
| Маја Лена Лопатни 21, Загреб, Хрватска Студенткиња                        | Матамбо          | Матамбо         | Сибу            | 12. изгласана 8. члан великог већа 31. дан        |                                             | 11             |
| Александра „Алекс“ Грдић 33, Вировитица, Хрватска Фото-модел/Мис Хрватске | Борука           | Матамбо         | Сибу            | 13. изгласана 9. члан великог већа 34. дан        |                                             | 4              |
| Ава Карабатић 24, Сплит, Хрватска Старлета                                | Борука           | Борука          | Сибу            | 14. изгласана 10. члан великог већа 34. дан       |                                             | 16             |
| Мартина Врбос 28, Загреб, Хрватска Певачица и водитељка                   | Матамбо          | Борука          | Сибу            | Елиминисана у борби 11. члан великог већа 37. дан |                                             | 2              |
| Кристина Беквалац 27, Нови Сад Модна креаторка                            | Матамбо          | Матамбо         | Сибу            | Елиминисана у борби 12. члан великог већа 37. дан |                                             | 5              |
| Себастијан Флајс 29, Самобор, Хрватска Сноубордер                         | Борука           | Матамбо         | Сибу            | Четврто место                                     |                                             | 1              |
| Никола Шоћ 26, Цетиње, Црна Гора Манекен                                  | Матамбо          | Матамбо         | Сибу            | Треће место                                       |                                             | 3              |
| Милан Громилић 33, Београд Балетан                                        | Борука           | Борука          | Сибу            | Друго место                                       |                                             | 65             |
| Владимир „Влада“ Вуксановић 24, Београд Манекен                           | Борука           | Борука          | Сибу            | Једини преживели                                  |                                             | 0              |

### Доминиканска Република(5. сезона, 2022)
| Такмичар                                                                | Племе         | Племе | Пласман              |
| ----------------------------------------------------------------------- | ------------- | ----- | -------------------- |
| Сања Мочибоб 37, Умаг, Хрватска Студенткиња маркетинга                  | Азуа          | Азуа  | 1. избачена 5. дан   |
| Игор Лазић „” 52, Котор, Црна Гора Хип хоп извођач                      | Мао           | Мао   | 2. избачени 12. дан  |
| Ивана Банфић 52, Велика Горица, Хрватска Певачица                       | Азуа          | Азуа  | Напустила 13. дан    |
| Ивона Коковић 31, Прокупље, Србија Животни тренер                       | Мао           | Мао   | 3. избачена 18. дан  |
| Кристиан Рауш 27, Загреб, Хрватска Лични тренер                         | Азуа          | Азуа  | 4. избачени 23. дан  |
| Хрвоје Хабдија 30, Загреб, Хрватска Скипер                              | Ушао 14. дана | Азуа  | 5. избачени 28. дан  |
| Рамиз Гусинац 52, Нови Пазар, Србија Фризер                             | Ушао 14. дана | Мао   | 6. избачени 33. дан  |
| Виктор Бобић 35, Јаблановец, Хрватска Власник теретане                  | Азуа          | Азуа  | Напустио 34. дан     |
| Јована Томић 24, Београд, Србија Молекуларни биолог                     | Ушла 14. дана | Мао   | 7. избачена 38. дан  |
| Ивана Печек 24, Загреб, Хрватска Координаторка фитнес центра            | Ушла 26. дана | Азуа  | 8. избачена 43. дан  |
| Мина Николић 29, Београд, Србија Глумица                                | Мао           | Мао   | 9. избачена 49. дан  |
| Бранко Милошев 30, Нови Сад, Србија Професор физичког                   | Мао           | Мао   | 10. избачени 54. дан |
| Роко Симић 27, Сплит, Хрватска Конобар                                  | Азуа          | Азуа  | 11. избачени 57. дан |
| Сумеја Шејто 27, Сарајево, Босна и Херцеговина Каратисткиња             | Азуа          | Азуа  | 12. избачена 61. дан |
| Владимир Говедарица 30, Београд, Србија Конобар                         | Мао           | Мао   | 13. избачени 67. дан |
| Маша Купрешанин 25, Нови Сад, Србија Лични тренер                       | Мао           | Мао   | 14. избачена 68. дан |
| Томислав Рубињони 32, Загреб, Хрватска Лични тренер                     | Азуа          | Азуа  | 15. избачени 69. дан |
| Ника Ракић 25, Керестинец, Хрватска Лични тренер                        | Азуа          | Азуа  | 16. избачена 70. дан |
| Стеван Стевановић 30, Београд, Србија Рагбиста                          | Мао           | Мао   | 17. избачени 70. дан |
| Нађа Ерић 21, Београд, Србија Физиотерапеут                             | Мао           | Мао   | 18. избачена 71. дан |
| Тена Томљановић 23, Загреб, Хрватска Студенткиња архитектуре            | Азуа          | Азуа  | 19. избачена 71. дан |
| Милица Дабовић 40, Цетиње, Црна Гора Кошаркашица                        | Мао           | Мао   | Друго место          |
| Горан Шпалета 36, Загреб, Хрватска Лични тренер                         | Азуа          | Азуа  | Друго место          |
| Стефан Невистић 28, Краљево, Србија Асистент Црвеног крста              | Мао           | Мао   | Једини преживели     |
| Невена Блануша 27, Загреб, Хрватска Магистар кинезиологије и хокејашица | Ушла 14. дана | Азуа  | Једина преживела     |